# Fortunée Briquet
Marguerite-Ursule-Fortunée Briquet (Niort, 16 de junho de 1782 — Niort, 14 de maio de 1815) foi uma polígrafa e escritora francesa.